# ساموئل بایر
ساموئل بایر (انگلیسی: Samuel Bayer؛ زادهٔ samuel david bayer
۱۷ فوریهٔ ۱۹۶۵) یک کارگردان اهل ایالات متحده آمریکا است.